# سامانه ستاره‌ای
سامانهٔ ستاره‌ای تعداد کمی از ستارگانی است که با نیروی گرانشی به یکدیگر وابسته بوده و بر گرد یک‌دیگر می‌چرخند. شمار بیشتری از ستاره‌هایی که تحت تأثیر گرانش یکدیگر قرار می‌گیرند معمولاً به عنوان خوشه ستاره‌ای، و در تعداد بسیار بالا خود کهکشان و ابرخوشه کهکشانی نامیده می‌شوند؛ هرچند که از دیدگاه گسترده و کلی، آن‌ها نیز سامانهٔ ستاره‌ای هستند. سیستم‌های ستاره‌ای نباید با سامانه‌های سیاره‌ای که شامل سیاره‌ها و دیگر اجسام مشابه مانند دنباله‌دار و سیارک است اشتباه گرفته شوند.
در حالت عمومی یک سامانهٔ ستاره‌ای دست کم دارای یک ستاره و چندین پیکر مدارگرد (مانند ستاره‌ای دیگر، شهاب‌سنگ‌ها، دنباله‌دارها، قمر‌ها و سیاره‌ها) است.
یک سیستم ستاره‌ای که از یک ستاره دوتایی تشکیل شده سیستم جفت ستارهای یا دو ستارهٔ فیزیکی شناخته می‌شود. اگر نیروی کشندی وجود نداشته باشد، هیچ اختلالی در اثر نیروهای دیگر، و انتقال جرم از یک ستاره به ستارهٔ دیگری نیز وجود نداشته باشد، چنین سیستمی پایدار است، و هر دو ستاره یک مدار بیضوی را در اطراف مرکز سنگینی سراسری سامانه تا بی‌نهایت می‌چرخند. (مسئله دو جرم را ببینید).
نمونه‌هایی از سامانه‌های دوتایی عبارتند از شعرای شامی A و B شباهنگ A و B، و ماکیان ایکس یک، که ماکیان ایکس یک احتمالاً خود از یک ستاره و یک سیاهچاله تشکیل شده است.
برخی از سامانه‌های ستاره‌ای عبارتند از:
- اپسیلون هندی
- نسر واقع